# Mazda Roadpacer
La Mazda Roadpace (chiamata anche Roadpacer AP) è un'autovettura prodotta dal 1975 al 1979 dalla casa automobilistica giapponese Mazda.

## Descrizione
Varie componenti come telaio e scocca erano di derivazione GM in quanto all'epoca le due case automobilistiche avevano avviato un accordo di collaborazione sullo sviluppo del motore Wankel.
La vettura era una berlina di grandi dimensioni (della categoria full size) basata sulla meccanica e il pianale dell'australiana Holden HJ e HX Premier. A differenza di quest'ultime però la Roadpacer era dotata di motorizzazioni Wankel, montando un'unità Mazda 13B da 1,3 litri. Il motore produceva 130 CV (97 kW) e 138 Nm di coppia. La Roadpacer venne introdotta sul mercato per competere con le grandi berline-ammiraglie giapponesi quali Toyota Century, Nissan President, Isuzu Statesman de Ville e Mitsubishi Debonair.